# Aristodem de Milet
Aristodem de Milet   (Milet, segle IV aC - p. segle IV aC) (en llatí Aristodemus, en grec Ἀριστόδημος) va ser un general i oficial grec del segle iv aC amic i adulador d'Antígon el borni rei d'Àsia, que l'any 315 aC el va enviar al Peloponès amb 1.000 talents amb ordres de mantenir relacions amistoses amb Polispercó i el seu fill Alexandre Polispercó, per reclutar un cos de mercenaris tan gran com li fos possible i fer la guerra a Cassandre.
En arribar a Lacònia va obtenir permís dels espartans per reclutar mercenaris i va aixecar un exèrcit de 8000 homes. Va confirmar l'amistat amb Polispercó, i el seu fill Alexandre Polispercó va ser nomenat governador del Peloponès. Ptolemeu I Soter, aliat de Cassandre, va enviar una flota al Peloponès amb ajut de la qual Cassandre va poder fer considerables conquestes a la zona. Quan els egipcis es van retirar Aristodem i Alexandre van intentar convèncer a les ciutats d'expulsar les guarnicions lleials a Cassandre i recuperar la seva independència però aviat Alexandre es va aliar amb Cassandre del que va rebre el càrrec de comandant en cap al Peloponès.
L'any 314 aC Aristodem, en nom d'Antígon, es va aliar als etolis, i va reclutar entre ells un gran nombre de mercenaris, amb els quals va atacar Alexandre que estava assetjant Cil·lene, i que va haver d'aixecar el setge. Llavors va restaurar diverses ciutats com Patres a Acaia i Dimes a Etòlia a les que va donar la llibertat. Després del 306 aC no torna a aparèixer a la historia.